# Breviperna milleri
Breviperna milleri är en tvåvingeart som beskrevs av Irwin 1977. Breviperna milleri ingår i släktet Breviperna och familjen stilettflugor. Inga underarter finns listade.